# Ritratto di Elena Grimaldi Cattaneo
Il Ritratto di Elena Grimaldi Cattaneo, aristocratica genovese, è un dipinto di Antoon van Dyck.

## Storia
Si ipotizza che Van Dyck possa aver allacciato rapporti con alcune delle famiglie dell'alta borghesia genovese già ad Anversa, prima di recarsi in Italia, ove queste erano presenti per ragioni commerciali. Una di esse potrebbe essere proprio la famiglia Cattaneo, attiva nel commercio tessile nell'ambito del quale operava anche la famiglia del pittore fiammingo. Inoltre è documentata la partecipazione di un Cattaneo, nel 1616, all'operazione di finanziamento degli arazzi con le storie del console romano Decio Mure, graficamente ideati da Rubens cui anche Van Dyck, in quel momento principale collaboratore dello stesso Rubens, dette un importante contributo. 
D'altra parte potrebbero essere stati proprio questi rapporti pregressi la ragione per la quale la città italiana eletta da Van Dyck a sua seconda patria, ove risiedette per la maggior parte del tempo complessivamente trascorso in Italia (1621-1627), fu Genova. E sempre queste conoscenze potrebbero spiegare la facilità con la quale Van Dyck si introdusse nell'ambiente aristocratico genovese per il quale realizzò un numero cospicuo di opere ed in particolare di ritratti. 
Quello di Elena Grimaldi Cattaneo (nata Grimaldi e poi andata in sposa a Giacomo Cattaneo) è considerato uno dei primi ritratti eseguiti da Van Dyck a Genova e ciò sia per ragioni stilistiche sia perché, come si diceva, i Cattaneo potrebbero essere una delle famiglie genovesi con la quale il pittore poteva aver avuto contatti già nelle Fiandre. Il quadro è quindi generalmente datato tra il 1623 e, al massimo, i primi mesi del 1624.
Probabile committente dell'opera fu il marito della dama effigiata, come lascia pensare tra l'altro la circostanza che il Van Dyck, presumibilmente nell'ambito della stessa commissione, realizzò anche i ritratti dei due figli bambini di Elena Grimaldi Cattaneo (Maddalena e Filippo) che erano collocati ai lati della tela ritraente la donna. 
Il dipinto rimase in possesso della famiglia Cattaneo sino al 1906 quando fu collocato sul mercato antiquario lasciando così l'Italia. Dopo vari passaggi di proprietà l'opera fu infine donata, nel 1942, al Museo di Washington sua sede attuale.

## Descrizione e stile

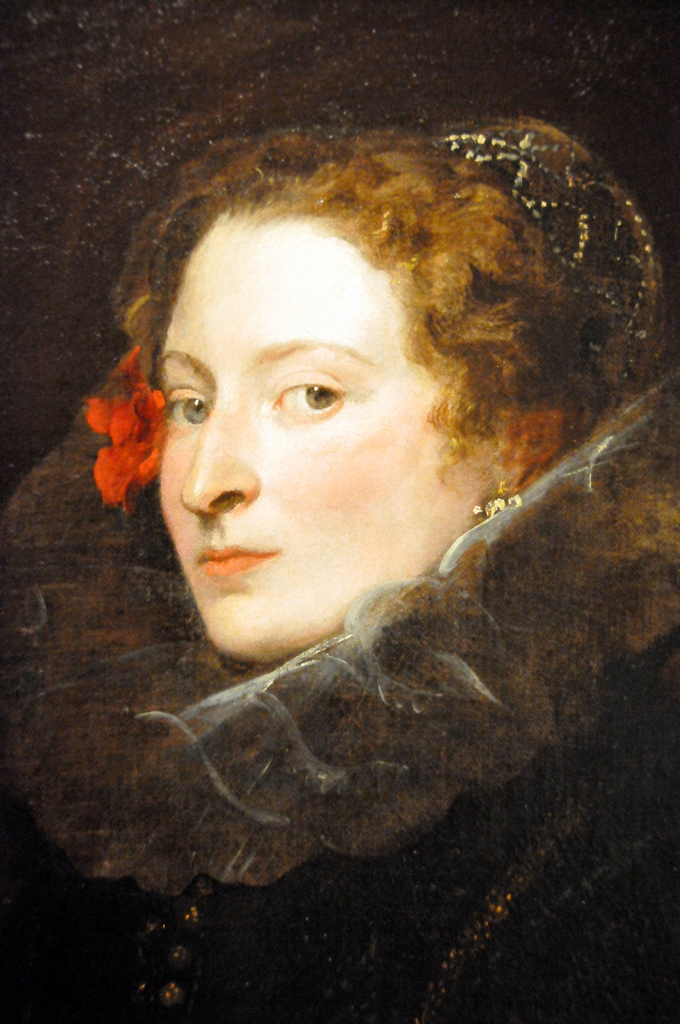
Antoon van Dyck, Bozzetto per il ritratto di Elena Grimaldi Cattaneo, 1623-1624, Washington, National Gallery of Art

Del ritratto esiste un bozzetto del solo volto di Elena Grimaldi Cattaneo che è particolarmente significativo in quanto consente di ricostruire le modalità esecutive seguite da Van Dyck per la realizzazione dei suoi tanti magnificenti ritratti del ceto aristocratico genovese. La riproduzione del modello dal vero infatti era limitata ai soli tratti somatici dell'effigiato, mentre la restante parte della composizione era eseguita dal pittore nel suo atelier avvalendosi di manichini che indossavano gli splendidi abiti che vediamo in queste opere - specialmente nei ritratti muliebri -, vesti realmente appartenenti alle nobildonne e ai nobiluomini raffigurati. 
Per dar vita all'effige di Elena Grimaldi Cattaneo Van Dyck si è innanzitutto confrontato con uno dei più bei ritratti genovesi eseguiti dal suo maestro Rubens, quello di Brigida Spinola Doria. Rapporto tra le due opere che forse si coglie in modo ancor più chiaro mettendo a raffronto la tela vandickiana con il disegno preparatorio del ritratto di Brigida Spinola Doria (Morgan Library) ove la donna si vede nell'interezza della figura (il dipinto rubensiano è stato accorciato nel diciannovesimo secolo). 
Questo rimarchevole precedente è però rimisurato dal Van Dyck sulla tradizione ritrattistica veneta ed in particolare sulla cosiddetta Lavinia di Tiziano (Gemäldegalerie di Dresda). La posa del busto e delle braccia, la leggera torsione del capo e l'incedere della figura femminile si ritengono dirette derivazioni dall'esempio del Vecellio. 

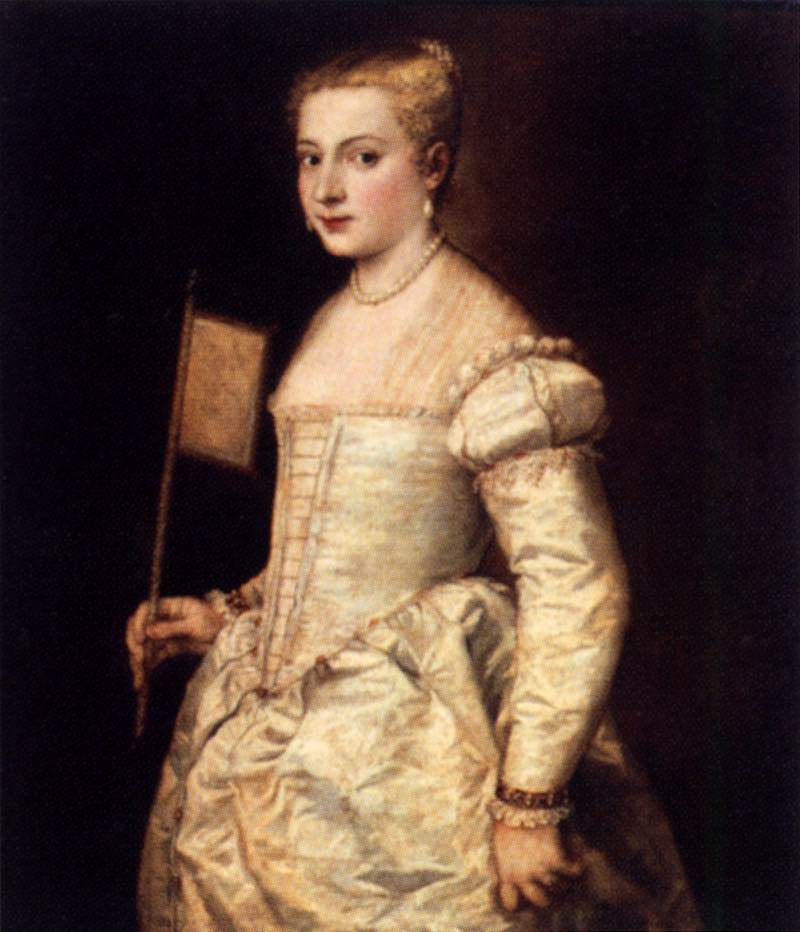
Tiziano, presunto ritratto di Lavinia Vecellio, 1556 circa, Dresda, Gemäldegalerie Alte Meister

Il risultato di queste assimilazioni è un dipinto di straordinaria bellezza: Elena avanza regale su una terrazza indossando uno splendido abito scuro - testimonianza dell'acquisizione a Genova della moda spagnola - mentre un servitore nero, in raffinata livrea, la segue deferente facendole ombra con un parasole di un rosso sgargiante.
Il rosso intenso dell'ombrello crea un notevole effetto coloristico in contrasto con il pallore aristocratico della dama. Effetto cui Van Dyck aveva forse già pensato nel bozzetto preparatorio, mettendo tra i capelli della donna una rosa rossa che nella versione finale cederà il posto al più ampio parasole scarlatto. 
In sfondo, sulla destra, vi è una quinta architettonica dalle lunghe e affusolate colonne corinzie che accentuano la verticalità della composizione. Unitamente al leggero sotto in su prospettico, l'alto colonnato accresce la maestosità della nobildonna che domina la composizione. Sulla sinistra si apre un ampio paesaggio atmosferico (anch'esso un rimando alla pittura lagunare) che forse allude alla vastità dei possedimenti dei Cattaneo.
Ci si chiede se nel dipinto si celi anche un qualche messaggio simbolico: in particolare si nota che la donna ha nella mano destra un fiore d'arancio, fiore dal significato nuziale. Elena però, come dimostrano i connessi ritratti dei suoi due bambini, non era una fresca sposa. Si è proposto pure che l'insolito rosso dei polsini del suo abito, unitamente alla zagara, potrebbe alludere ad una gravidanza. Si tratta però di congetture che in assenza di più dettagliati riscontri biografici sulla dama genovese restano sostanzialmente indimostrabili.
Indiscutibile capolavoro giovanile della ritrattistica vandickiana (ed opera meritevole di un posto di assoluto rilievo nell'ambito della ritrattistica barocca tout court), il ritratto di Elena Grimaldi Cattaneo rimarrà un punto di riferimento per il pittore fiammingo anche negli anni della sua maturità: dipinti come i ritratti di Henrietta Maria con il nano di corte Sir Jeffrey Hudson (1633) e quello di Henrietta di Lorena con un servitore nero (1634) sono chiaramente delle riprese della magnifica rappresentazione della gran dama genovese.

## Galleria delle altre opere citate

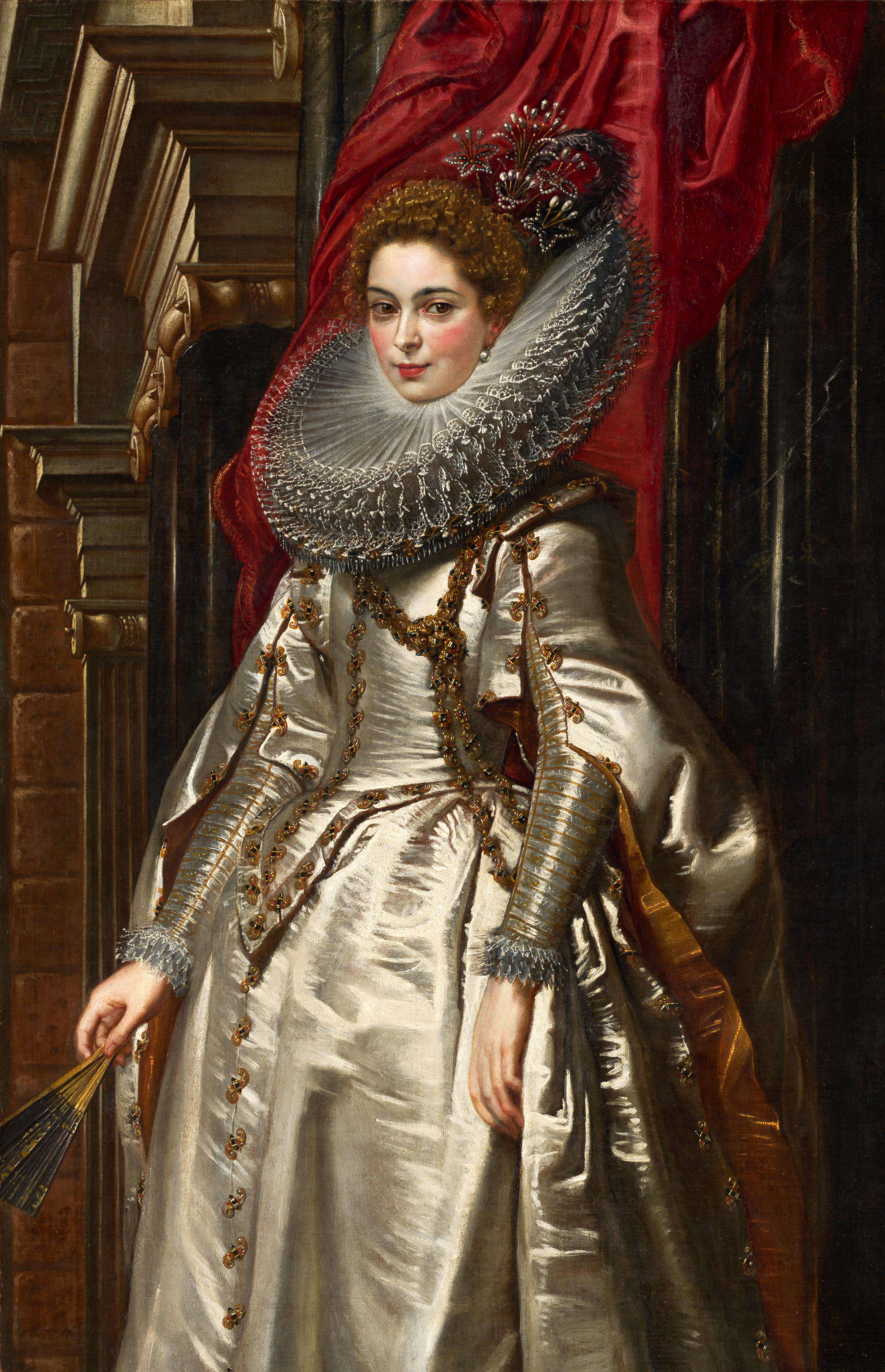
Rubens, Ritratto di Brigida Spinola Doria, 1606, Washington, National Gallery of Art
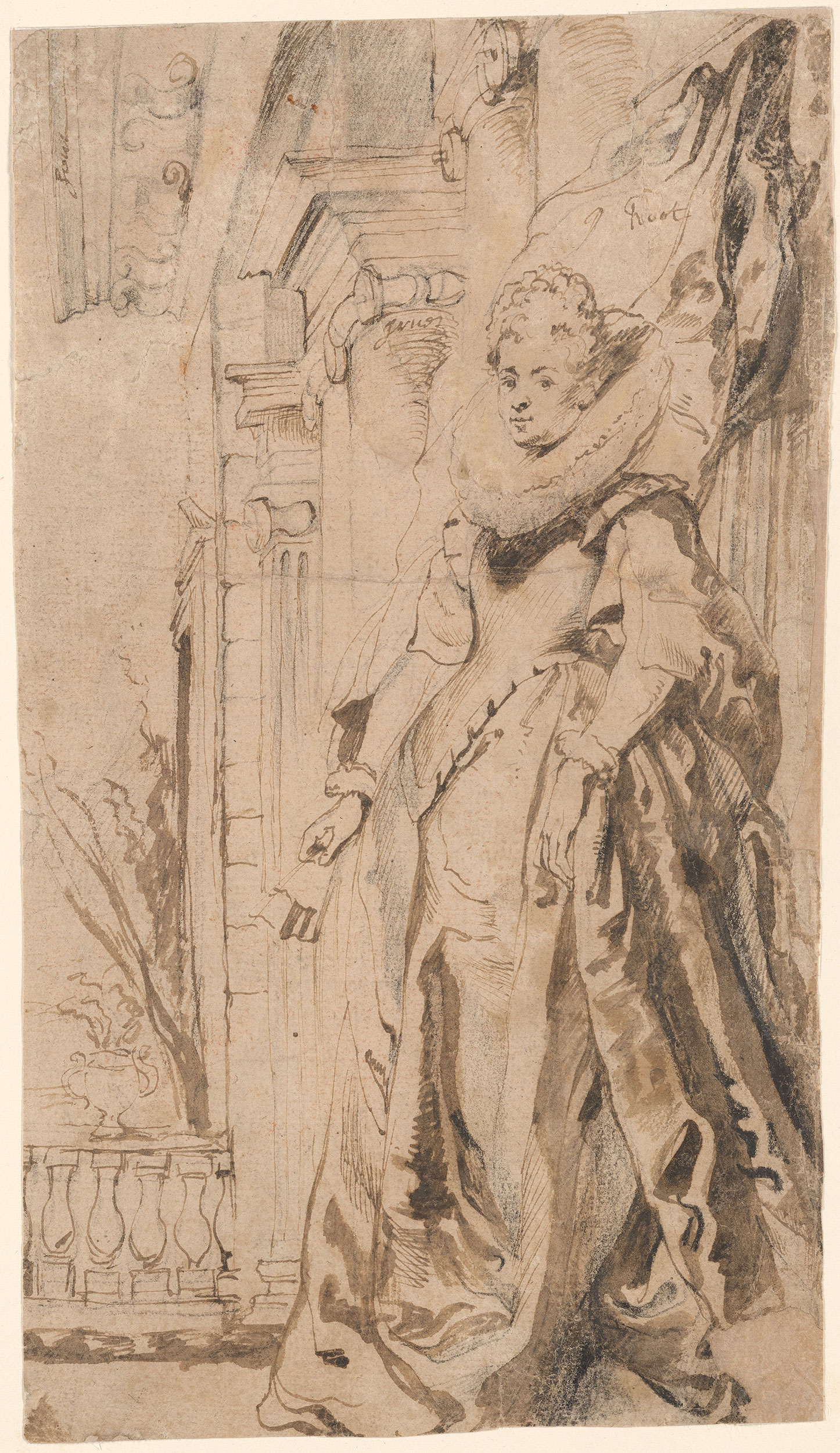
Rubens, Studio per il ritratto di Brigida Spinola Doria, 1606, New York, Morgan Library & Museum
Antoon van Dyck, Ritratto di Henrietta Maria con Sir Jeffrey Hudson, 1633, Washington, National Gallery of Art
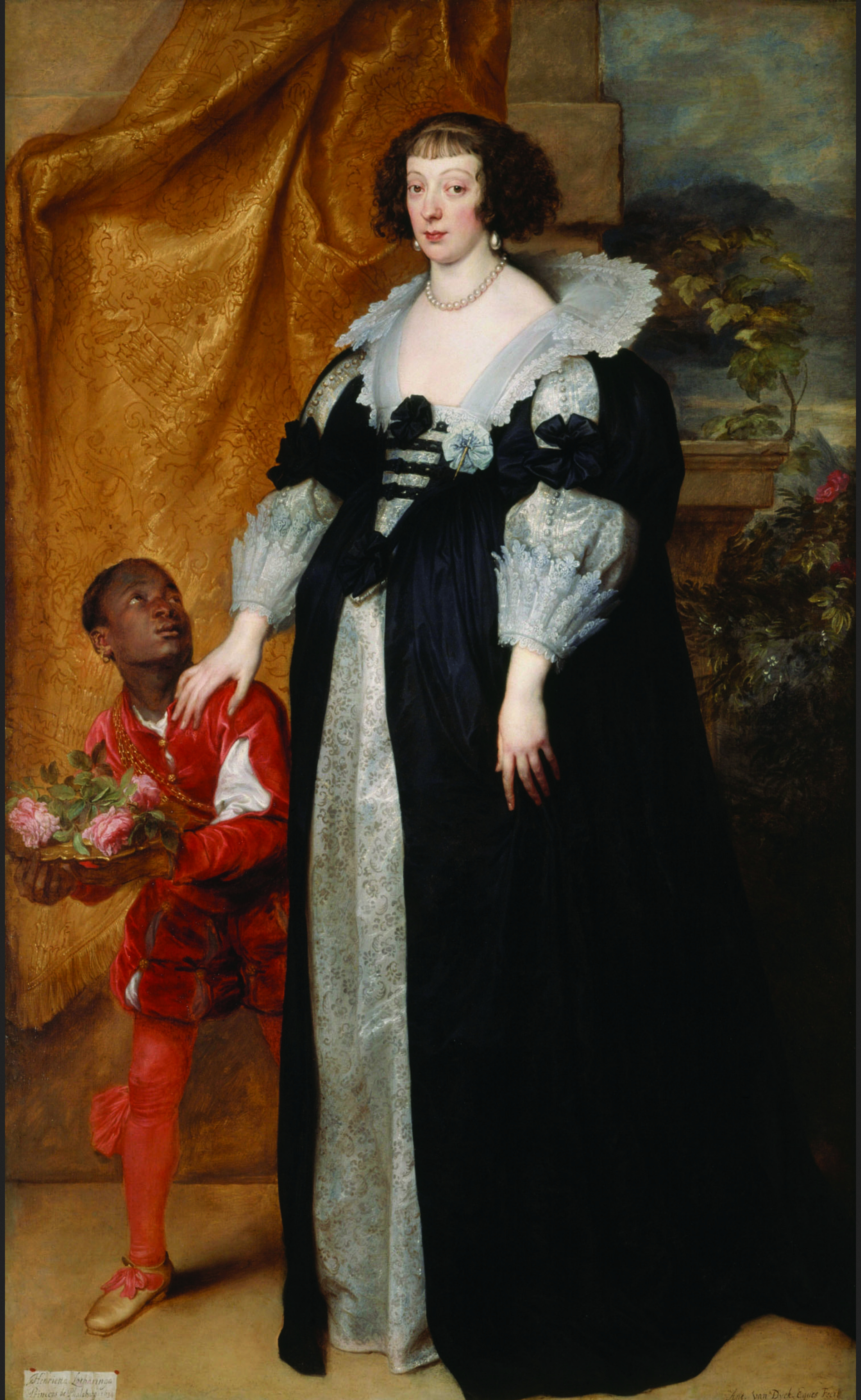
Antoon van Dyck, Ritratto di Henrietta di Lorena con un paggio, 1634, Londra, Kenwood House